# Nicolaas van Nieuwland
Nicolaas van Nieuwland (Maartensdijk, 1510 - Utrecht, 15 juli 1580) was van 1562 tot 1569 bisschop van het bisdom Haarlem. 

## Biografie
Van Nieuwland werd al op jonge leeftijd bisschop benoemd, in 1541 werd hij titulair bisschop van Hebron in het Heilige Land. Daarnaast was hij wijbisschop, of hulpbisschop van Utrecht, het enige bisdom van die tijd boven de rivieren.
In 1559 werd een herorganisatie doorgevoerd van de kerkprovincie, als gevolg van de vereniging van de zeventien Nederlanden. Boven de rivieren ontstond daarbij onder andere het bisdom Haarlem, waarvoor naarstig een bisschop werd gezocht. Op 6 november 1561 werd Nicolaas van Nieuwland bisschop benoemd van dit nieuwe bisdom. Op 1 februari 1562 hield de nieuwe bisschop zijn intrede, waarbij hij werd ingehaald met zes staatsiekoetsen met veertig edellieden. Van Nieuwland werd tevens abt van de oude abdij van Egmond.
De periode waarin van Nieuwland bisschop was, was de tijd waarin het protestantisme doorbrak, en van Nieuwland had te maken met leeglopende kerken en kloosters. Van Nieuwlands privéleven was vaak onderwerp van gesprek. Hij was alcoholist en liep soms zelfs dronken mee in processies. Spottend werd hij Dronken Klaasje genoemd. Als gevolg hiervan werd hem dringend verzocht af te treden, waarop van Nieuwland in 1569 ontslag vroeg en kreeg. Hij werd opgevolgd door Godfried van Mierlo. Van Nieuwland trok weer naar Utrecht, waar hij in 1580 overleed.
Na de plundering van de abdij van Egmond door de watergeuzen was hij de eerste bezitter van de Kroniek van Willem Procurator. Hij speelde dus een positieve rol bij het behoud van dit belangrijke werk voor het nageslacht.

## Goudse glazen
In 1559 schonk hij een gebrandschilderd glas ten behoeve van de kapel van het Regulierenklooster aan de Raam te Gouda. De gebrandschilderde glazen van dit klooster werden in 1580 overgebracht naar de Goudse Sint-Janskerk. Sinds 1934 is dit een van de glazen in de Van der Vormkapel van deze kerk. Het betreft de voorstelling van de  Kruisdraging. Het glas is ontworpen door Dirk Crabeth en gemaakt door één of meer van zijn medewerkers. Van Nieuwland staat als schenker van dit glas aan de onderzijde afgebeeld.
- Biografisch Portaal: 15046593
- Digitale Bibliotheek voor de Nederlandse Letteren: nieu083
- Gemeinsame Normdatei: 138923000
- Nederlandse Thesaurus van Auteursnamen: 069130388
- Virtual International Authority File: 290493878
- WorldCat: E39PBJtxkYgb9pJPTg6M4D7JXd